# Bractwo Arwalskie
Bractwo Arwalskie  (Arvales fratres - "Bracia rolni", "Bracia polni") – w starożytnym Rzymie kolegium 12 kapłanów bogini Dea Dia i Marsa. Ich nazwa pochodzi od słowa arvum (łac. niwa). 
W świątyni bogini, przy zamkniętych drzwiach, modląc się o dobre zbiory, wykonywali taniec, wywodzący się jeszcze z kultów płodności. W kwietniu obchodzili święto Ambarvalie. Opis jego przebiegu zachował się dzięki temu, że został spisany w dokumentach zwanych Acta urbis. Przybrani wieńcami z kłosów, oprowadzali po polach ofiarne zwierzęta. Po ich zabiciu tańczyli i śpiewali pieśni na cześć Marsa i larów. Pieśni bractwa – Carmen Arvale (pieśni Bractwa Arwalskiego)- zostały spisane w czasach cesarstwa i stanowią jeden z najstarszych zabytków poezji łacińskiej. 